# Pista foliigeraformis
Pista foliigeraformis är en ringmaskart som beskrevs av Annenkova 1937. Pista foliigeraformis ingår i släktet Pista och familjen Terebellidae. Inga underarter finns listade i Catalogue of Life.